# Portage (Wisconsin)
Portage és una població dels Estats Units a l'estat de Wisconsin. Segons el cens del 2000 tenia 9.728 habitants.

## Demografia
Segons el cens del 2000, Portage tenia 9.728 habitants, 3.770 habitatges, i 2.228 famílies. La densitat de població era de 453,1 habitants per km².
Dels 3.770 habitatges en un 30,1% hi vivien nens de menys de 18 anys, en un 44,5% hi vivien parelles casades, en un 10,7% dones solteres, i en un 40,9% no eren unitats familiars. En el 34,5% dels habitatges hi vivien persones soles el 14,4% de les quals corresponia a persones de 65 anys o més que vivien soles. El nombre mitjà de persones vivint en cada habitatge era de 2,3 i el nombre mitjà de persones que vivien en cada família era de 2,96.
Per edats la població es repartia de la següent manera: un 23,3% tenia menys de 18 anys, un 10,6% entre 18 i 24, un 31,7% entre 25 i 44, un 19,3% de 45 a 60 i un 15,2% 65 anys o més.
L'edat mediana era de 36 anys. Per cada 100 dones de 18 o més anys hi havia 108,7 homes.
La renda mediana per habitatge era de 35.815 $ i la renda mediana per família de 44.804 $. Els homes tenien una renda mediana de 33.158 $ mentre que les dones 23.478 $. La renda per capita de la població era de 18.039 $. Aproximadament el 4,6% de les famílies i el 7,2% de la població estaven per davall del llindar de pobresa.

## Poblacions més properes
El següent diagrama mostra les poblacions més properes.